# PAPA-Syndrom
Das PAPA-Syndrom, Akronym für Pyogene Arthritis, Pyoderma gangraenosum und Akne, ist eine seltene autoinflammatorische angeborene Erkrankung des Kindesalters der Gelenke und der Haut mit den namensbildenden Merkmalen.
Synonyme sind:  Arthritis, familiäre rekurrente  
Die Bezeichnung wurde von den Autoren der Erstbeschreibung aus dem Jahre 1997 durch Noralane M. Lindor und Mitarbeiter vorgeschlagen.

## Verbreitung
Die Häufigkeit wird mit unter 1 zu 1.000.000 angegeben, bislang wurde über weniger als 40 Patienten berichtet. Die Vererbung erfolgt autosomal-dominant.

## Ursache
Der Erkrankung liegen Mutationen im PSTPIP1 (CD2BP1)-Gen auf Chromosom 15 Genort q24.3 zugrunde, das für das Prolin-Serin-Threonin-Phosphatase-interagierende Protein 1 (vormals CD2-bindendes Protein 1) kodiert.

## Klinische Erscheinungen
Klinische Kriterien sind:
- Kombination von pyogener Arthritis, Pyoderma gangraenosum und Akne
- selbstlimitierende Erkrankung
- ausgeprägte Gelenkzerstörungen sind möglich
- spontan oder nach geringem Trauma
- eitriger, aber steriler Gelenkerguss

## Differentialdiagnose
Abzugrenzen sind die Juvenile idiopathische Arthritis und Periodische Fiebersyndrome.

## Therapie
Die Behandlung kann durch Glucocorticoide, Inhibitoren für den Tumornekrosefaktor (Etanercept) oder durch den Interleukin 1-Rezeptor-Antagonisten Anakinra erfolgen.